# Монжиро
Монжиро́, Монжіро (фр. Montgirod) — колишній муніципалітет у Франції, у регіоні Овернь-Рона-Альпи, департамент Савоя. Населення — 450 осіб (2011).
Муніципалітет був розташований на відстані близько 490 км на південний схід від Парижа, 140 км на схід від Ліона, 55 км на схід від Шамбері.

## Історія
До 2015 року муніципалітет перебував у складі регіону Рона-Альпи. Від 1 січня 2016 року належав до нового об'єднаного регіону Овернь-Рона-Альпи.
1 січня 2016 року Монжиро, Ем i Граньє було об'єднано в новий муніципалітет Ем-ла-Плань.

## Демографія
Динаміка населення (INSEE ):
Розподіл населення за віком та статтю (2006):
| Стать | Всього | До 15 років | 15-24 | 25-44 | 45-64 | 65-85 | Понад 85 |
| --- | ------ | ----------- | ----- | ----- | ----- | ----- | -------- |
| Чоловіки | 230    | 51          | 12    | 68    | 83    | 16    | 0        |
| Жінки | 220    | 52          | 20    | 76    | 40    | 28    | 4        |
| \| Статево-вікова піраміда \| Статево-вікова піраміда \| Статево-вікова піраміда \| \| ----------------------- \| ----------------------- \| ----------------------- \| \| Чоловіки \| Вік \| Жінки \| \| 0 \| 85 + \| 4 \| \| 0 \| 80-84 \| 4 \| \| 4 \| 75-79 \| 8 \| \| 4 \| 70-74 \| 4 \| \| 8 \| 65-69 \| 12 \| \| 12 \| 60-64 \| 4 \| \| 39 \| 55-59 \| 8 \| \| 16 \| 50-54 \| 20 \| \| 16 \| 45-49 \| 8 \| \| 8 \| 40-44 \| 16 \| \| 20 \| 35-39 \| 16 \| \| 24 \| 30-34 \| 20 \| \| 16 \| 25-29 \| 24 \| \| 4 \| 20-24 \| 12 \| \| 8 \| 15-20 \| 8 \| \| 4 \| 10-14 \| 8 \| \| 16 \| 5-9 \| 16 \| \| 31 \| 0-4 \| 28 \| |        |             |       |       |       |       |          |
| Статево-вікова піраміда |        |             |       |       |       |       |          |
| Чоловіки | Вік    | Жінки       |       |       |       |       |          |
| 0 | 85 +   | 4           |       |       |       |       |          |
| 0 | 80-84  | 4           |       |       |       |       |          |
| 4 | 75-79  | 8           |       |       |       |       |          |
| 4 | 70-74  | 4           |       |       |       |       |          |
| 8 | 65-69  | 12          |       |       |       |       |          |
| 12 | 60-64  | 4           |       |       |       |       |          |
| 39 | 55-59  | 8           |       |       |       |       |          |
| 16 | 50-54  | 20          |       |       |       |       |          |
| 16 | 45-49  | 8           |       |       |       |       |          |
| 8 | 40-44  | 16          |       |       |       |       |          |
| 20 | 35-39  | 16          |       |       |       |       |          |
| 24 | 30-34  | 20          |       |       |       |       |          |
| 16 | 25-29  | 24          |       |       |       |       |          |
| 4 | 20-24  | 12          |       |       |       |       |          |
| 8 | 15-20  | 8           |       |       |       |       |          |
| 4 | 10-14  | 8           |       |       |       |       |          |
| 16 | 5-9    | 16          |       |       |       |       |          |
| 31 | 0-4    | 28          |       |       |       |       |          |

## Економіка
2010 року серед 266 осіб працездатного віку (15—64 років) 216 були активними, 50 — неактивними (показник активності 81,2%, у 1999 році було 76,3%). З 216 активних мешканців працювало 206 осіб (112 чоловіків та 94 жінки), безробітними було 10 (4 чоловіки та 6 жінок). Серед 50 неактивних 10 осіб було учнями чи студентами, 32 — пенсіонерами, 8 були неактивними з інших причин.

У 2010 році в муніципалітеті числилось 186 оподаткованих домогосподарств, у яких проживали 473,0 особи, медіана доходів виносила 18 532 євро на одного особоспоживача